# Беклеш
Беклеш (англ. Backlash) — соціологічне поняття, дії, спрямовані проти прогресивних думок або вчинків, що поширювалися у США. Використовується також для привернення уваги до консервативних цінностей та зміцнення політичних сил, що їх дотримуються. Термін почали використовувати на початку 20 століття на позначення сильної негативної реакції на різні прогресивні політичні чи соціальні події. Зараз він позначає зусилля тих груп людей, що втратили свої привілеї на тлі змін політичного ладу. 

## Беклеш протируху за громадянські права
У США і Великій Британії негативна реакція на досягнення та цілі руху за громадянські права виникла на початку 1950-х років. У справі управління освіти Верховний суд США виніс рішення — визнати расову сегрегацію у державних школах неконституційною. Це стало поштовхом до початку “великого протестування”. Особливо популярним воно було у південних штатах Америки. Навесні 1956 року провідні політики південних штатів підписали маніфест-лист протесту проти расової інтеграції. Після рішення Верховного суду сегрегація була де-юре заборонена. Однак в роки після справи Браун проти Ради освіти були активізовані зусилля щодо відокремлення білих студентів від темношкірих. Наприклад, білих студентів навчали у приватних школах, на які закон не поширювався. Схожі негативні настрої були також проти Закону про громадянські права 1964 року, за яким держава та роботодавці не мають права дискримінувати людей за колір шкіри чи етнічну приналежність. На його основі були вжиті позитивні заходи для забезпечення рівних можливостей. 
На початку 1980-х проявився рух, який стали називати “консервативний беклеш”. Таку назву він отримав через укріплення політичних позицій неоконсерваторів, думки яких за останні 20 років отримали підтримку громадян США

## Антифеміністськийбеклеш
У своїй однойменній книзі (1991) Сьюзан Фалуді популяризувала термін “беклеш”. Вона зосереджує увагу на тому, що рух проти фемінізму — це потужна контратака на права жінок, спрямована на знищення успіхів фемінізму. За словами авторки, в середині 19 століття, а також у 1940-1970-х роках був антифеміністичний беклеш, який призвів до пізнього зародження фемінізму як руху. Цей рух звинувачують у більшості соціальних проблем, серед яких невдоволення жінок, а також такі “міфи” як «жіноче вигорання», «криза безпліддя» та «відсутність гідних кандидатів для шлюбу». Белл гукс, літературознавиця-феміністка, стверджує, що будь-яка глибока критика патріархату загрожує існуючим структурам правління, чим породжує протидію, яка й отримала назву “беклеш”.
Сімон Меллер, соціолог і політолог, в одному зі своїх досліджень показує, що німецький медіадискурс 90-х років був антифеміністичним беклешем. 
За словами Меллера, антифеміністська реакція має певні закономірності:
- сексизм і сексуальне насильство еротизуються — еротичне сприймання тривіалізується або, навпаки, подається як щось цінне;
- винні презентуються як жертви, жертви — як винні;
- заперечується сексистська домінація;
- укріплюється патріархатна гегемонія в університетах, ЗМІ та культурному просторі;
- поняття “фемінізм” стигматизується.

У своєму дослідженні аналізу дискурсу Саймон Меллер, як і його колега Джон К. Вілсон, робить висновок, що дебати про політичну, а особливо сексуальну, коректність у ЗМІ є переважно негативним беклешем на фемінізм.

## Кампанія антиполітичної коректності
Одна з важливих стратегій беклешу — кампанія антиполітичної коректності (далі: КАПК). Ця кампанія була створена для опору, спрямованого проти “мультикультурного суспільства”. Основна ідея цього руху — викликати страх проникнення цінностей, відмінних від традиційних, адже саме через бажання досягти більшого культурного розмаїття, країни можуть втратити автентичність. Постало питання: що саме слід вважати національним стандартом? Все, що на думку правих політичних сил не відповідало традиційним уявленням про американську білу людину, вважалося неамериканським і недемократичним. 
Аріана Манске дослідила походження та розвиток дискусії щодо політичної коректності в США і виявила, що вона є консервативним беклешом, який перешкоджає ліберальним проєктам реформ, таким як мовні антидискримінаційні дії. Консервативні сили використовують «політичну коректність» як «загальний термін для різних ліберальних проєктів реформ у соціальній та університетській сфері», тобто консерватори називають цим терміном всі нові ініціативи, а тих, хто їх впроваджує чи пропонує – екстремістами. 
Політолог Катрін Ауер проаналізувала кілька результатів дослідження дискусії проти політичної коректності й прийшла до висновку, що ідеологічними функціями дискурсу АПК були антифеміністичний беклеш, відновлення антисемітських кодів та зняття табу на расистський вміст. Важливою функцією дискурсу є можливість знову робити антифеміністські, расистські, антисемітські та інші дискримінаційні заяви, не боячись серйозних санкцій. У дискурсі проти «політичної коректності» можна побачити, зокрема, тенденції репатріархалізації та маскулінізації.

## Беклеш у політичному розвитку США
В онлайн-виданні журналу Politico феномен беклешу пояснювали як результат раптової (непогодженої) прогресивної активності та відсутності культури дебатів: неодноразово успіхи ліволібералів у соціальній політиці (щодо легалізації абортів, одностатевих шлюбів або розширення прав трансгендерів) у дебатах подавалися під гаслом зневаги до правих поглядів “кам'яної доби”. Ліво-ліберальна Америка ставила під сумнів наявність політичної легітимності та інтелектуальної цілісності “правих”. На думку журналістів, така нестримна соціальна активність, що відбувається останні десятиліття, розчарувала багатьох американців через знецінення їхнього минулого способу життя. 

Політолог Пітер Бейнарт стверджує, що досвід 1930-х і 1960-х років чітко показав, що активність ліволібералів може стати поштовхом до серйозних реформ у політичному та соціальному житті США. Однак ці реформи вивільнили б сили, які багатьом людям здаються хаотичними. Це, своєю чергою, сприяє правому контрруху, орієнтованому на закон і порядок.